# Psicopomp

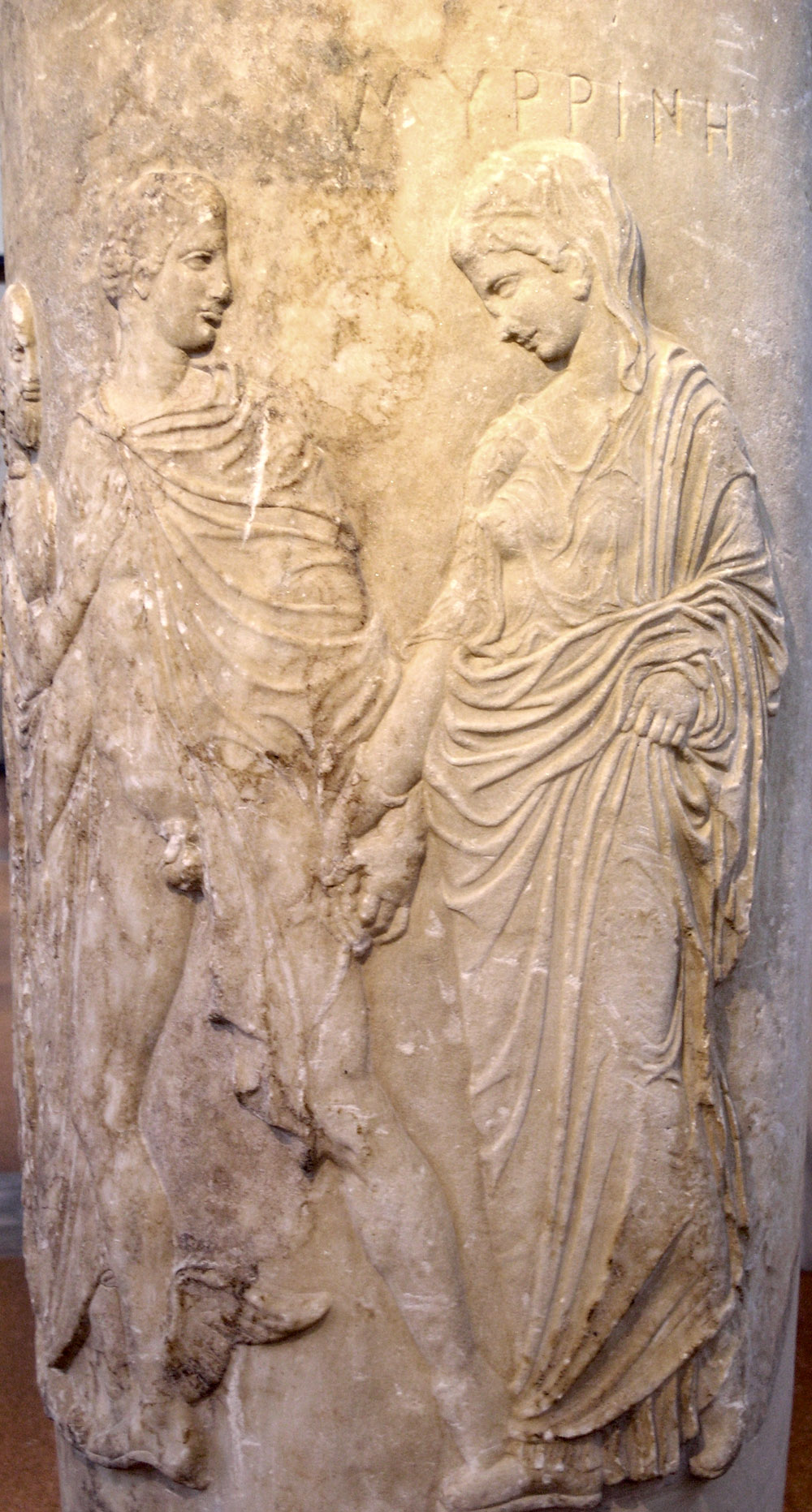
Un lècit on hi ha pintat Hermes com a psicopomp que condueix el difunt, Mirina, a l'Hades, ca. 430-420 aC (Museu Arqueològic Nacional d'Atenes)

Un psicopomp (del grec antic ψυχοπομπóς / psikhopompós, que significa literalment 'guia de les ànimes') és el guia (conductor o barquer) de les ànimes dels morts.
Moltes religions i creences tenen esperits, deïtats, dimonis o àngels que tenen la tasca d'escortar les ànimes dels que han mort recentment a l'altre món. Sovint, s'associen amb animals com cavalls, foques, corbs, gossos, mussols, pardals, o dofins. En alguns pobles de Sibèria, un cavall mort pel xaman també serveix com un psicopomp.
En algunes cultures, la tasca de psicopomp és també una de les funcions dels xamans.